# Powiat Perg
Powiat Perg (niem. Bezirk Perg) – powiat w Austrii, w kraju związkowym Górna Austria, w Mühlviertel. Siedziba znajduje się w mieście Perg.

## Geografia
Powiat Perg graniczy z następującymi powiatami: na północy Freistadt, na północnym zachodzie Urfahr-Umgebung, na zachodzie z miastem statutarnym Linz, na południowym zachodzie Linz-Land, na południu  Amstetten, na wschodzie Melk, na północnym wschodzie Zwettl (ostatnie trzy w kraju związkowym Dolna Austria). Południowa granica powiatu przebiega na Dunaju.

## Podział administracyjny
Powiat podzielony jest na 26 gmin, w tym dwie gminy miejskie (Stadt), 18 gmin targowych (Marktgemeinde) oraz sześć gmin wiejskich (Gemeinde).
| Miasta 1. Grein (2934) 2. Perg (9306) Gminy targowe 1. Bad Kreuzen (2375) 2. Baumgartenberg (1853) 3. Dimbach (1006) 4. Klam (965) 5. Luftenberg an der Donau (4325) 6. Mauthausen (4899) 7. Mitterkirchen im Machland (1782) 8. Münzbach (1871) 9. Naarn im Machlande (3837) 10. Pabneukirchen (1687) 11. Ried in der Riedmark (4367) 12. Saxen (1686) 13. Schwertberg (5422) 14. St. Georgen am Walde (1957) 15. St. Georgen an der Gusen (4424) 16. St. Nikola an der Donau (795) 17. St. Thomas am Blasenstein (934) 18. Waldhausen im Strudengau (2853) | Gminy 1. Allerheiligen im Mühlkreis (1259) 2. Arbing (1549) 3. Katsdorf (3289) 4. Langenstein (2590) 5. Rechberg (1029) 6. Windhaag bei Perg (1522) |
| (liczba mieszkańców 1 stycznia 2023) | |